# Players Championship
El Players Championship, que también se conoció como Players Tour Championship Finals, es un torneo de snooker profesional y de ranking que se viene celebrando desde 2011. Forma parte de la Players Series.
Judd Trump y Ronnie O'Sullivan son los únicos jugadores que han ganado el torneo en dos ocasiones. Shaun Murphy defenderá en la edición de 2024 el título conseguido en 2023 al imponerse por 10-4 a Ali Carter en la final.

## Historia
A raíz de la creación del Players Tour Championship, el Helix Centre for the Performing Arts de Dublín acogió en 2011 la primera edición de las Players Tour Championship Finals, primer nombre que tuvo este torneo, patrocinada por PartyCasino.com; participaron veinticuatro jugadores. En 2012, se trasladó al Bailey Allen Hall de Galway y contó con el patrocinio de Betfair. En 2013, auspiciado por Dafabet, se amplió el número de participantes hasta los treinta y dos: los veinticinco mejor situados en el ranking europeo, los cuatro mejor clasificados del asiático y los tres ganadores de los otros torneos que conformaban el Players Tour Championship.
En 2014, la sede volvió a cambiar, esta vez al Guild Hall de la ciudad inglesa de Preston. Si bien se había previsto que se disputara en Tailandia, las protestas contra el gobierno condujeron a la World Professional Billiards and Snooker Association a abortar la idea. De cara a esa edición, se cambió también el sistema de clasificación: si bien seguiría habiendo treinta y dos jugadores, llegarían veinticuatro determinados por el ranking europeo y ocho según el asiático.
Con la cancelación del Players Tour Championship, de cara a la temporada 2016-17 se optó por darle a este torneo el nombre de Players Championship y trasladarlo a la ciudad galesa de Llandudno. Se ha celebrado también en Preston, Southport, Milton Keynes y Wolverhampton. En la actualidad, lo disputan los dieciséis jugadores mejor clasificados en el ranking a un año; esto es, los que más dinero han acumulado en premios en el último año. También ha estado patrocinado por Wyldecrest Parks, Ladbrokes, Coral y Cazoo, empresa británica que se dedica a la reventa de automóviles y que apadrina también otros torneos, incluidos los tres que conforman la Triple Corona. La edición de 2023, en la que Neil Robertson habría defendido el título de haberse clasificado, estuvo patrocinada por Duelbits.

### Ganadores
| Año                              | Ganador           | Resultado | Subcampeón        | Sede          | Referencias  |
| -------------------------------- | ----------------- | --------- | ----------------- | ------------- | ------------ |
| Players Tour Championship Finals |                   |           |                   |               |              |
| 2011                             | Shaun Murphy      | 4-0       | Martin Gould      | Dublín        | [ 17 ]       |
| 2012                             | Stephen Lee       | 4-0       | Neil Robertson    | Galway        | [ 18 ]       |
| 2013                             | Ding Junhui       | 4-3       | Neil Robertson    | Galway        | [ 6 ]        |
| 2014                             | Barry Hawkins     | 4-0       | Gerald Greene     | Preston       | [ 7 ]        |
| 2015                             | Joe Perry         | 4-3       | Mark Williams     | Bangkok       | [ 19 ]       |
| 2016                             | Mark Allen        | 10-6      | Ricky Walden      | Mánchester    | [ 14 ]       |
| Players Championship             |                   |           |                   |               |              |
| 2017                             | Judd Trump        | 10-8      | Marco Fu          | Llandudno     | [ 8 ]        |
| 2018                             | Ronnie O'Sullivan | 10-4      | Shaun Murphy      | Llandudno     | [ 20 ]       |
| 2019                             | Ronnie O'Sullivan | 10-4      | Neil Robertson    | Preston       | [ 9 ]        |
| 2020                             | Judd Trump        | 10-4      | Yan Bingtao       | Southport     | [ 10 ]       |
| 2021                             | John Higgins      | 10-3      | Ronnie O'Sullivan | Milton Keynes | [ 11 ]       |
| 2022                             | Neil Robertson    | 10-5      | Barry Hawkins     | Wolverhampton | [ 12 ]       |
| 2023                             | Shaun Murphy      | 10-4      | Ali Carter        | Wolverhampton | [ 2 ] [ 13 ] |
| 2024                             | Mark Allen        | 10-8      | Zhang Anda        | Telford       | [ 21 ]       |